# Warmatsgundtal
Das Warmatsgundtal  ein Seitental des Birgsautales bei Oberstdorf im Allgäu.
Von der Fellhornbahn bei Faistenoy erstreckt es sich in südwestlicher Richtung bis hinauf zum Fiderepass (2035 m) und wird vom Warmatsgundbach durchflossen. Eingeschlossen von Bergen wie den Gundköpfen (Griesgundkopf, Alpgundkopf, Roßgundkopf) und Oberstdorfer Hammerspitze, Walser Hammerspitze, Warmatsgundkopf liegt es teilweise im Naturschutzgebiet Allgäuer Hochalpen.

## Bilder

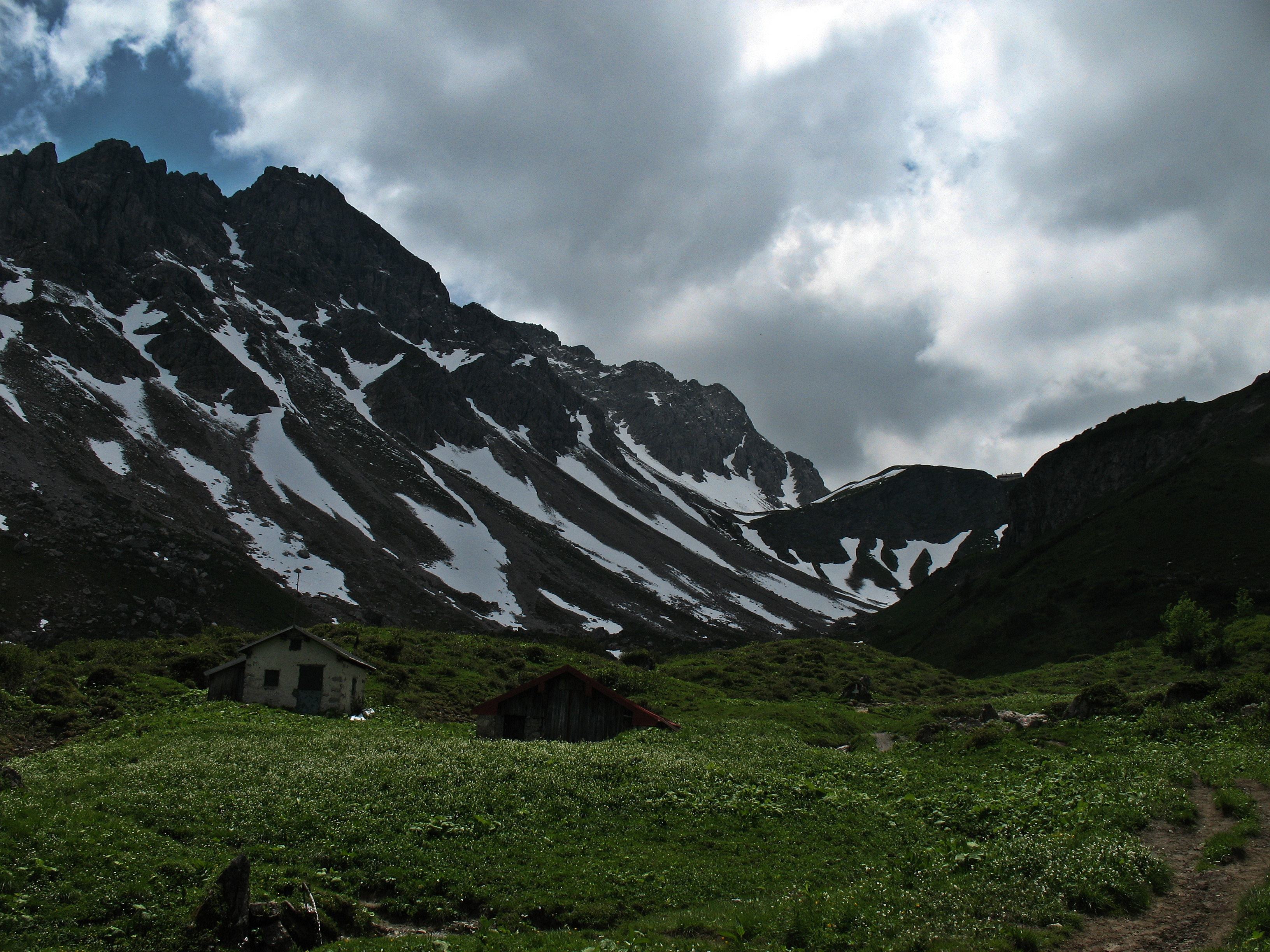
Oberes Warmatsgundtal
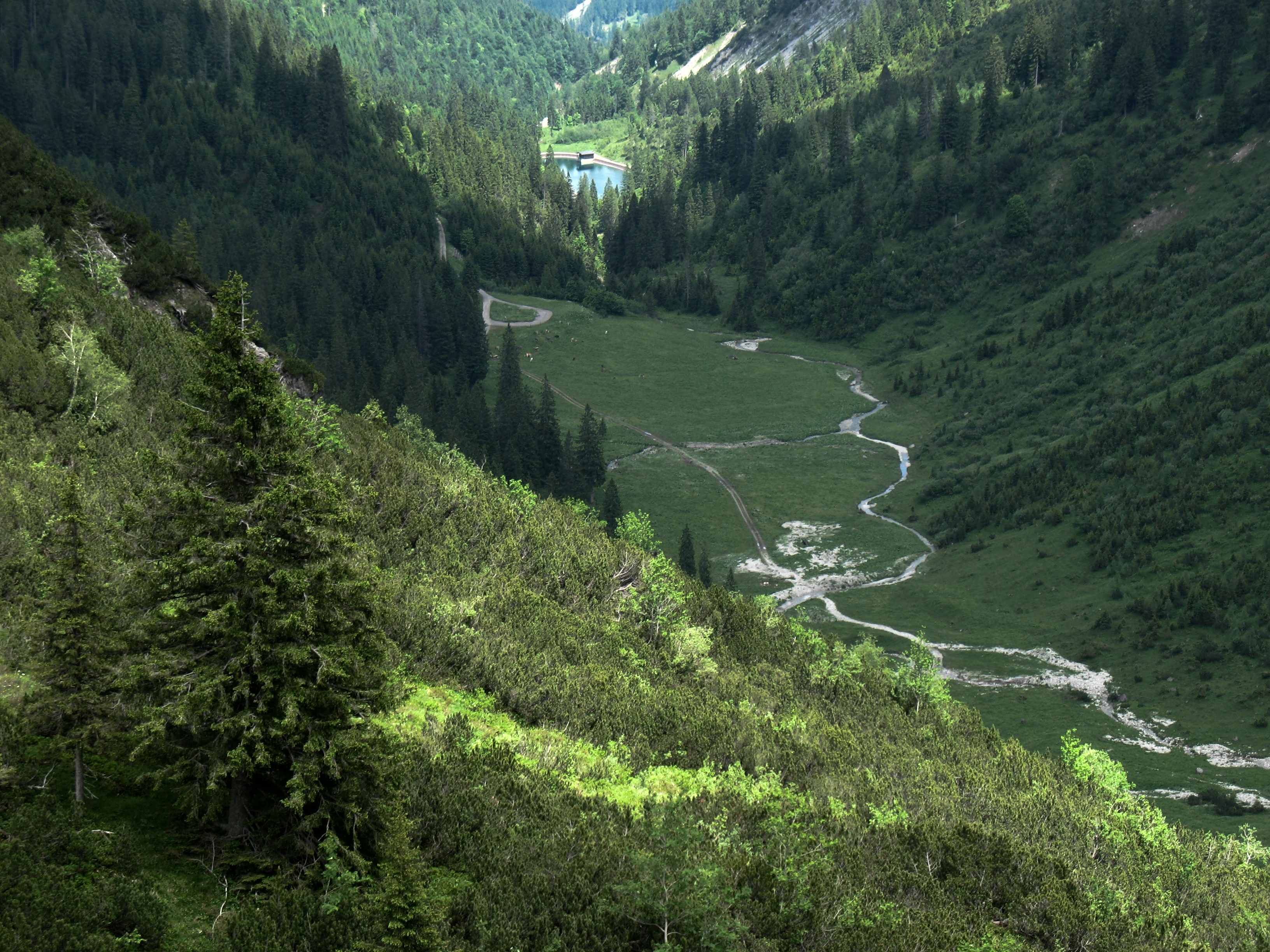
Mittleres Warmatsgundtal
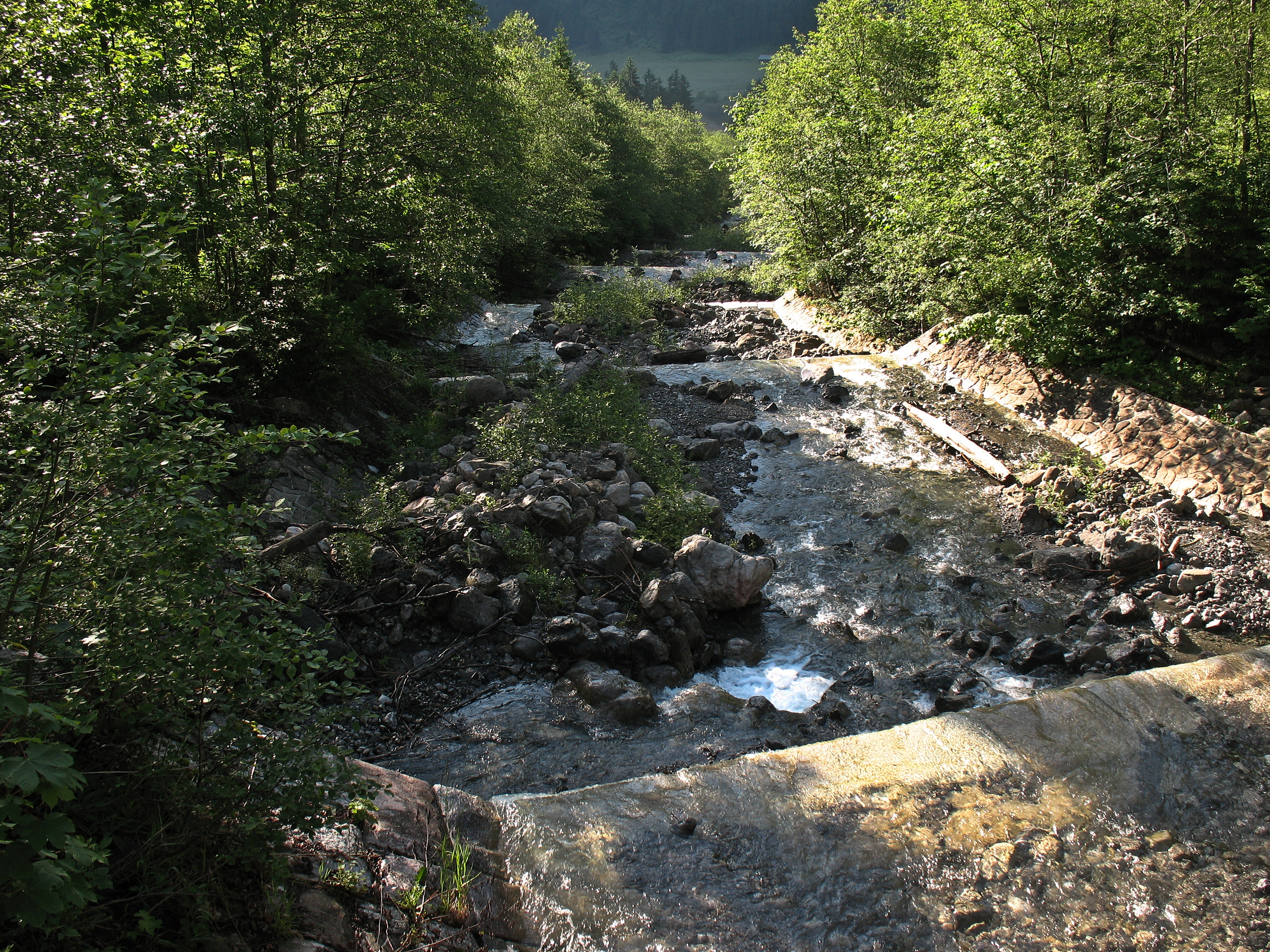
Warmatsgundbach